# Белая Гора (Татарстан)
Белая Гора — село в Чистопольском районе Татарстана. Входит в состав Чистопольского сельского поселения.

## География
Находится в центральной части Татарстана на расстоянии приблизительно 9 км по прямой на юго-запад от районного центра города Чистополь на речке Большая Бахта.

## История
Основано в XVIII веке. Упоминалось также как Покровское. В 1834 была построена каменная Покровская церковь. В начале XX века здесь действовали земская школа и школа Братства святого Гурия.

## Население
Постоянных жителей было: в 1782 — 169 душ мужского пола, в 1859 — 689, в 1897 — 1095, в 1908 — 1285, в 1920 — 1319, в 1926 — 1064, в 1938 — 841, в 1949 — 491, в 1958 — 434, в 1970 — 350, в 1979 — 246, в 1989 — 202, в 2002 — 204 (татары 45 %, кряшены 33 %, фактически кряшены более 50 %), 192 — в 2010.